# Aves & Conservación

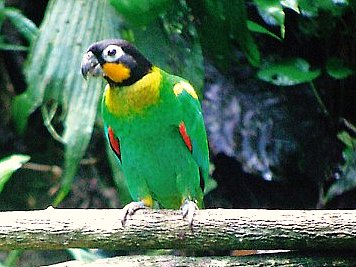
Orange-cheeked Parrot Pyrilia barrabandi im Napo Wildlife Reserve

Aves & Conservación (Corporación Ornitológica del Ecuador, bis 2005 CECIA) ist der ecuadorianische Vogelschutzbund und Partner von BirdLife International. 

## Geschichte und Zielsetzung
Die Organisation wurde 1986 gegründet und hat ca. 100 Mitglieder und 11 Hauptamtliche. Ziel von A&C ist es, "To contribute to the conservation of birds, their habitats and the biodiversity in Ecuador, for the benefit of people and with their active participation.

In den Landesgrenzen Ecuadors befinden sich einige der artenreichsten Lebensräume für Vögel weltweit. Conservation International identifizierte allein zwei Biodiversitäts-Hotspots (Tumbes-Chocó-Magdalena inklusive der Galápagos-Inseln und die Anden) in dem kleinen Land.

## Arbeitsfelder
Generell beschreibt A&C seine Arbeitsfelder wie folgt:
- Bildungsmaßnahmen in den Bereichen Naturschutz und Entwicklung, Ökologie und naturschutzfachlichen Fragen
- Bird-watching, geführte Touren und lokal basierter Tourismus
- Bewusstseinsbildung für Umweltfragen
- Beteiligung in Umweltfragen und Landnutzung
- IBA-Monitoring und "citizen science"
- Umweltbildung für Kinder- und Jugendliche

### Programm für bedrohte Arten
Das Programm für bedrohte Arten zielt auf wissenschaftliche Untersuchungen einer Reihe von – vom Aussterben bedrohten – Vögeln in den IBAs (Important Bid Areas) Ecuadors, wie: Mindo und der Westseite des Pichincha Vulkans IBA, Guayllabamba Valley IBA, Atacazo IBA, Cashca Totoras Protection Forest IBA, Cotacachi Cayapas Ecological Reserve IBA, San Cristobal IBA.

### Wasservogelprogramm
A&C erstellte eine Studie über die Wirksamkeit der Nationalen Schutzbemühungen für Wasservögel. Mit ihr sollen Prioritäten gesetzt werden, Wissenslücken erkannt und Strategien entwickelt werden. Anhand der Daten soll auch die Grundlage für eine Zusammenarbeit über die Landesgrenzen hinaus geschaffen werden.

## Veröffentlichungen
- National IBAs Directory, basierend auf den Tropical Andes IBAs Regional Directory published by Aves & Conservación/BirdLife International/Conservation International und dem Ministry of Environment Ekuador
- CECIA al Vuelo ("CECIA on the Wing"). A zweimonatliches Bulletin um Mitglieder und Kooperationspartner über die Arbeit von A&C zu informieren.